# Catharina Velten
Catharina Elisabeth Velten (geboren um 1646/1650; gestorben um 1712/1715 vermutlich in Wien) war eine deutsche Schauspielerin und Theaterleiterin. Sie leitete die Wandertruppe der Hochdeutschen Hofcomödianten von 1692 bis 1712.

## Leben
Catharina Elisabeth Paulsen war die Tochter des Theaterprinzipals Carl Andreas Paulsen (1620–1679), in deren Theatertruppe sie bereits als Kind auftrat. Sie galt als auffallend gebildet. Um 1671 heiratete sie den Magister Johannes Velten (auch: Velt[h]e[i]m) der seit ungefähr 1665 der Truppe ihres Vaters angehörte. Eine gemeinsame, 1675 geborene Tochter nannten sie Catharina Lydia.
Um 1672 gründete Velten seine eigene Theatertruppe, die Hofcomödianten, und übernahm 1678 die Truppe seines verstorbenen Schwiegervaters Paulsen. Nach Veltens Tod übernahm wiederum Catharina Velten 1693 die Prinzipalschaft der Truppe, die als eine der besten im deutschsprachigen Raum galt und zunächst weiter vor allem in Kursachsen auftrat, wo sie das Theaterprivileg besaß. Nach dem Verlust dieses Monopols musste sich Velten gegen harte Konkurrenz durchsetzen und verband dies mit reger Reisetätigkeit. Darum waren die Hofcomödianten ab etwa 1700 neben den Hofverpflichtungen in Sachsen sehr stark im Baltikum unterwegs (u. a. Danzig, Königsberg, Riga, Kopenhagen, Stockholm), es gab aber auch Abstecher nach Polen oder in den süddeutschen Raum. Die skandinavische Bühnenkultur wurde durch die Hofcomödianten maßgeblich geprägt, sie gilt etwa als vermutlich erste professionelle Theatergruppe, die in Norwegen auftrat. Aufgrund hoher Schulden und gesundheitlich angeschlagen, musste „die Velthemin“ ihre Truppe 1712 schließlich in Wien auflösen. Sie wurde dort von ihrer Kollegin Elisabeth Spiegelberg gepflegt und starb bald darauf. Die zuvor bei Velten angestellten Schauspieler Johann Christian Spiegelberg und Leonhard Andreas Denner übernahmen einen Großteil der Truppe.
Catharina Velten verfasste um 1701 eine in der damaligen Zeit als ungewöhnlich direkt aufgefasste Streitschrift („Zeugnis der Wahrheit vor die Schauspiele“) gegen die lutherisch-orthodoxe Geistlichkeit. Der Magdeburger Diakon und Prediger Johann Joseph Winckler (* 23. Dezember 1670 in Luckau; † 11. August 1722 in Leipzig) hatte zuvor in einer theaterfeindlichen Schrift Schauspieler als „Erzsünder“ von Eucharistie und Beichte ausgeschlossen, eine Position, die von vielen orthodoxen Lutheranern geteilt und übernommen wurde. Velten hielt in ihrem Traktat mit Zitaten aus theologischen Werken und der Bibel dagegen. Die Verteidigungsschrift wurde 1711 und 1722 nachgedruckt und von Schauspielern zur Rechtfertigung gegen die Geistlichkeit verwendet. Diese reagierte in dem Theaterstreit, etwa in Person des Pastors Johann Melchior Goeze, durch gehässige Kommentierung von Veltens Schrift und prangerte sie als Beweis für die Unmoral des Theaters an.